# Elemento absorvente
Em matemática, um elemento absorvente é um tipo especial de elemento de um conjunto com relação a uma operação binária naquele conjunto. O resultado de combinar um elemento absorvente com qualquer elemento do conjunto é o próprio elemento absorvente. Na teoria de semigrupos, o elemento absorvente é chamado de elemento zero porque não há risco de confusão com outras noções de zero. Neste artigo as duas noções são tratadas como sinônimos. Um elemento absorvente também pode ser chamado de elemento anulador.

## Definição
Formalmente, seja (S, ∘) um conjunto S com uma operação binária fechada ∘ sobre ele (conhecido como um magma). Um elemento zero é um elemento z tal que, para todo s em S, z∘s=s∘z=z. Um refinamento são as noções de zero à esquerda, em que só é exigido que z∘s=z, e de zero à direita, em que s∘z=z.
Elementos absorventes são particularmente interessantes para semigrupos, especialmente o semigrupo multiplicativo de um semianel. No caso de um semigrupo com 0, a definição de um elemento absorvente às vezes é relaxada para não exigir que o 0 seja absorvido; caso contrário, o 0 seria o único elemento absorvente.

## Propriedades
- Se um magma tem tanto um zero à esquerda {\displaystyle z} quanto um zero à direita {\displaystyle z',} então ele tem um zero, pois {\displaystyle z=z\times z'=z'.}
- Se um magma tem um elemento zero, então o elemento zero é único.

## Exemplos
- O exemplo mais bem conhecido de um elemento absorvente em álgebra aparece na multiplicação, em que todo número multiplicado por zero é igual a zero. Assim o zero um elemento absorvente.
- A aritmética de ponto flutuante, conforme definida no padrão IEEE-754 contém um valor especial chamado de Not-a-Number ("NaN"). Ele é um elemento absorvente para todas as operações, isto é, x + NaN = NaN + x = NaN, x − NaN = NaN − x = NaN etc.
- O conjunto das relações binárias sobre um conjunto X, juntamente com a composição de relações, forma um monoide, em que o elemento zero é a relação vazia (o conjunto vazio).
- O intervalo fechado H=[0, 1] com x∘y=min(x,y) também é um monoide com zero, e o elemento zero é o 0.
- Mais exemplos:

| Conjunto                      | Operação             | Absorvente           |
| ----------------------------- | -------------------- | -------------------- |
| Números reais                 | · (multiplicação)    | 0                    |
| Números inteiros              | máximo divisor comum | 1                    |
| Matrizes quadradas n-por-n    | · (multiplicação)    | Matriz nula          |
| Números reais estendidos      | mínimo/ínfimo        | −∞                   |
| Números reais estendidos      | máximo/supremo       | +∞                   |
| Conjuntos                     | ∩ (intersecção)      | { } (conjunto vazio) |
| Subconjuntos de um conjunto M | ∪ (união)            | M                    |
| Lógica booleana               | ∧ (E lógico)         | ⊥ (falsidade)        |
| Lógica booleana               | ∨ (OU lógico)        | ⊤ (verdade)          |